# 1009
Évszázadok: 10. század – 11. század – 12. század
Évtizedek: 950-es évek – 960-as évek – 970-es évek – 980-as évek – 990-es évek – 1000-es évek – 1010-es évek – 1020-as évek – 1030-as évek – 1040-es évek – 1050-es évek
Évek: 1004 – 1005 – 1006 – 1007 –  1008 – 1009 – 1010 – 1011 – 1012 – 1013 – 1014

## Események

### Határozott dátumú események
- február 14. – Litvánia első ismert említése a quedlinburgi kolostor évkönyvében.
- július 31. IV. Szergiusz pápa megválasztása.[1]
- október 18. – Al-Hakim egyiptomi kalifa leromboltatja a jeruzsálemi Szent Sír-templomot.

### Határozatlan dátumú események
- I. István magyar király megalapítja a pécsi[2] püspökséget.
- Szulejmán córdobai kalifa trónra lépése.

## Születések
- december 14. – Go-Szuzaku japán császár († 1045)

## Halálozások
- június – XVIII. János pápa[3]